# Sanctuaire Sainte-Thérèse-de-Lisieux de Kew
Pour les articles homonymes, voir sanctuaire Petite-Fleur.
Le sanctuaire Sainte-Thérèse-de-Lisieux, ou à sa construction sanctuaire Petite-Fleur d’après le surnom de Thérèse de Lisieux à laquelle il est dédié, est une église située dans un carmel des Monales déchaussées à Kew, dans la ville de Boroondara du Grand Melbourne, en Australie, que l’Église catholique rattache à l’archidiocèse de Melbourne.
La Conférence des évêques catholiques australiens semble l’accepter comme sanctuaire national, en continuité de sa bénédiction en tant que « sanctuaire national » en 1931, bien que cela soit plusieurs décennies avant la publication de la définition officielle (communiquée aux ordinaires en 1956).
Elle est l’un des deux sanctuaires nationaux du Grand Melbourne, avec le sanctuaire Notre-Dame-du-Mont-Carmel de Middle Park dans la ville de Port Phillip, nommé lui « sanctuaire national » en 1944. Le sanctuaire Saint-Antoine de Hawthorn a aussi parfois utilisé ce terme, mais sans raison évidente.

## Historique
Le carmel est fondé en 1922 à la demande de l’archevêque de Melbourne, Daniel Mannix (en). La construction, confiée à l’entreprise Massey Brothers (en) sous la direction de l’architecte William Patrick Conolly, débute en 1928 pour se terminer trois ans plus tard. Les Monales déchaussées, qui viennent du quartier de Dulwich Hill (en) à Sydney, s’installent dès 1929, en urgence. Un cloche, fondue à Dublin, est installée la même année.
Le bâti a peu évolué depuis sa construction, les murs extérieurs ayant juste été peints dans les années 2000.
Les restes de sainte Thérèse ont été amenés deux fois au sanctuaire : en 2002, entraînant une grande ferveur populaire ; puis en 2020 avec ceux de ses parents, sans grande possibilité de venir les visiter à cause des confinements liés à la Covid-19.

## Description
L’église est dans un style néo-roman d’entre-deux-guerres, qui contraste avec le portail et le cloître du carmel qui sont dans un style inspiré des missions espagnoles.